# باشگاه فوتبال لیسکار یونایتد
باشگاه فوتبال لیسکار یونایتد (به انگلیسی: Liskeard Athletic Football Club) یک باشگاه فوتبال در شهر لیسکار، کشور انگلستان است که در سال ۱۹۴۶ میلادی تأسیس شده‌است.